# Fiavè
Fiavè là một đô thị ở Trentino ở vùng Trentino-Nam Tirol của Ý, tọa lạc cách 25 km về phía tây nam của Trento. Tại thời điểm ngày 31 tháng 12 năm 2004, đô thị này có dân số 1.053 người và diện tích là 24,3 km².
Đô thị Fiavè có các frazioni (đơn vị trực thuộc, chủ yếu là các làng) Ballino, Favrio and Stumiaga.
Fiavè giáp các đô thị: Lomaso, Bleggio Inferiore, Bleggio Superiore, Concei và Tenno.